# Top 12 2016
Die Top 12 2016 war die 36. französische Mannschaftsmeisterschaft im Schach.
Meister wurde der Club de Clichy-Echecs-92, der den Titelverteidiger Club de Bischwiller auf den zweiten Platz verwies. Aus der Nationale I waren im Vorjahr Cavalier Bleu Drancy, Les Tours de Haute Picardie und der Club de Nice Alekhine aufgestiegen. Während Les Tours de Haute Picardie und Nice den Klassenerhalt erreichten, musste Drancy zusammen mit dem Club de L’Echiquier Chalonnais und Évry Grand Roque direkt wieder absteigen.
Zu den gemeldeten Mannschaftskadern siehe Mannschaftskader der Top 12 2016.

## Modus
Die zwölf teilnehmenden Mannschaften spielten ein einfaches Rundenturnier. Über die Platzierung entschied die Anzahl der Mannschaftspunkte (3 Punkte für einen Sieg, 2 Punkte für ein Unentschieden, 1 Punkt für eine Niederlage, 0 Punkte für eine kampflose Niederlage). Bei Gleichstand entschied zunächst der direkte Vergleich, anschließend die Brettpunkt-Bilanz (Differenz aus Anzahl der Gewinn- und Verlustpartien).

## Spieltermine
Die Wettkämpfe wurden vom 28. Mai bis 7. Juni 2016 in Drancy gespielt.

## Endtabelle
| Pl. | Verein                          | Sp | G  | U | V  | MP | Brett-P. |
| --- | ------------------------------- | -- | -- | - | -- | -- | -------- |
| 01. | Club de Clichy-Echecs-92        | 11 | 10 | 1 | 0  | 32 | 46:9     |
| 02. | Club de Bischwiller (M)         | 11 | 9  | 1 | 1  | 30 | 41:17    |
| 03. | Club de Mulhouse Philidor       | 11 | 7  | 1 | 3  | 26 | 28:22    |
| 04. | C.E. de Bois-Colombes           | 11 | 6  | 3 | 2  | 26 | 37:17    |
| 05. | Club de Nice Alekhine (N)       | 11 | 7  | 0 | 4  | 25 | 30:21    |
| 06. | Les Tours de Haute Picardie (N) | 11 | 6  | 0 | 5  | 23 | 24:26    |
| 07. | Cercle d’Echecs de Strasbourg   | 11 | 4  | 1 | 6  | 20 | 22:27    |
| 08. | Club de Montpellier Echecs      | 11 | 2  | 4 | 5  | 19 | 22:27    |
| 09. | Club de Vandœuvre-Echecs        | 11 | 3  | 1 | 7  | 18 | 23:38    |
| 10. | Cavalier Bleu Drancy (N)        | 11 | 2  | 1 | 8  | 16 | 15:40    |
| 11. | Club de L’Echiquier Chalonnais  | 11 | 2  | 1 | 8  | 16 | 19:34    |
| 12. | Évry Grand Roque                | 11 | 1  | 0 | 10 | 13 | 12:41    |

### Entscheidungen
|     | Französischer Meister: Club de Clichy-Echecs-92                                                      |
|     | Absteiger in die Nationale I: Cavalier Bleu Drancy, Club de L’Echiquier Chalonnais, Évry Grand Roque |
| (M) | Meister der letzten Saison                                                                           |
| (N) | Aufsteiger der letzten Saison                                                                        |

## Kreuztabelle
| Ergebnisse | Ergebnisse                     | 01. | 02. | 03. | 04. | 05. | 06. | 07. | 08. | 09. | 10. | 11. | 12. |
| ---------- | ------------------------------ | --- | --- | --- | --- | --- | --- | --- | --- | --- | --- | --- | --- |
| 01.        | Club de Clichy-Echecs-92       |     | 4:1 | 3:1 | 3:3 | 4:1 | 6:0 | 2:1 | 5:1 | 6:0 | 5:0 | 3:1 | 5:0 |
| 02.        | Club de Bischwiller            | 1:4 |     | 5:2 | 2:2 | 5:1 | 4:0 | 5:0 | 3:2 | 3:2 | 6:1 | 4:1 | 3:2 |
| 03.        | Club de Mulhouse Philidor      | 1:3 | 2:5 |     | 2:1 | 2:4 | 2:0 | 3:2 | 2:1 | 4:1 | 3:1 | 3:3 | 4:1 |
| 04.        | C.E. de Bois-Colombes          | 3:3 | 2:2 | 1:2 |     | 3:2 | 3:1 | 4:1 | 2:2 | 3:4 | 6:0 | 5:0 | 5:0 |
| 05.        | Club de Nice Alekhine          | 1:4 | 1:5 | 4:2 | 2:3 |     | 1:0 | 5:0 | 2:1 | 4:2 | 6:1 | 3:1 | 1:2 |
| 06.        | Les Tours de Haute Picardie    | 0:6 | 0:4 | 0:2 | 1:3 | 0:1 |     | 3:2 | 3:1 | 6:2 | 3:1 | 4:2 | 4:2 |
| 07.        | Cercle d’Echecs de Strasbourg  | 1:2 | 0:5 | 2:3 | 1:4 | 0:5 | 2:3 |     | 2:2 | 4:1 | 3:1 | 3:1 | 4:0 |
| 08.        | Club de Montpellier Echecs     | 1:5 | 2:3 | 1:2 | 2:2 | 1:2 | 1:3 | 2:2 |     | 2:2 | 2:2 | 4:1 | 4:3 |
| 09.        | Club de Vandœuvre-Echecs       | 0:6 | 2:3 | 1:4 | 4:3 | 2:4 | 2:6 | 1:4 | 2:2 |     | 3:2 | 2:3 | 4:1 |
| 10.        | Cavalier Bleu Drancy           | 0:5 | 1:6 | 1:3 | 0:6 | 1:6 | 1:3 | 1:3 | 2:2 | 2:3 |     | 3:2 | 3:1 |
| 11.        | Club de L’Echiquier Chalonnais | 1:3 | 1:4 | 3:3 | 0:5 | 1:3 | 2:4 | 1:3 | 1:4 | 3:2 | 2:3 |     | 4:0 |
| 12.        | Évry Grand Roque               | 0:5 | 2:3 | 1:4 | 0:5 | 2:1 | 2:4 | 0:4 | 3:4 | 1:4 | 1:3 | 0:4 |     |

## Die Meistermannschaft
| 1.            | Club de Clichy-Echecs-92 |
| Schachfiguren | Maxime Vachier-Lagrave, Laurent Fressinet, Jon Ludvig Hammer, Vladislav Tkachiev, Loek van Wely, Pawel Tregubow, Hicham Hamdouchi, Axel Delorme, Almira Scripcenco, Pierre Barbot, Anaëlle Afroui. |